# Lauren Stamile
Lauren Stamile est une actrice américaine, née le 12 septembre 1976 à Tulsa, dans l'État de l'Oklahoma.

## Biographie
Elle est notamment connue pour son rôle de Liz Lombardi dans la sitcom Sexe et Dépendances en 2001-2002 puis, plus récemment, par son rôle récurrent de l'infirmière Rose dans la série Grey's Anatomy, en 2007-2008.
Elle est également apparue, depuis 1999, dans une vingtaine de téléfilms ou épisodes de séries télévisées, sans parler de petits rôles au cinéma.
Depuis 2011, elle interprète le rôle de l'agent Pearce dans la série Burn Notice.

### Vie privée
En 2007, Lauren s'est fiancée à l'auteur Randy Zamcheck. Ils se sont mariés en avril 2009.

## Filmographie

### Cinéma
- 2008 : The Blue Tooth Virgin : Rebecca
- 2009 : Un amour éternel (Midnight Bayou) : Lena Simone
- 2011 : Low Fidelity : Ann

### Séries télévisées
- 1999 : New York, unité spéciale (saison 1, épisode 6) : Sarah
- Scrubs : Shannon (saison 7, épisode 6)
- Grey's Anatomy : Rose (saisons 4-5)
- Scandal : Carla Steele
- Esprits Criminels : Agent Bonnie Ryan (saison 2, épisode 10)
- Community : Professeur Michelle Slater (5 épisodes)
- Heroes : Mlle Gerber (saison 2-épisode 1)
- Sexe et Dépendances (Off Centre) : Liz Lombardi (saison 1-2)
- The Secret Circle : Lucy (saison 1, épisode 13)
- Summerland : Lauren Cooper
- Cold Case : Abbey Lake '92 (saison 1, épisode 19)
- Mentalist : Madison Yardley (saison 6, épisode 1)
- Burn Notice: Agent Pierce (saison 5)
- 2016 : Chicago Fire : Susan Weller (saisons 4 et 5)
- 2018 : Blindspot : Millicent Van Der Waal (2 épisodes)
- NCIS : Enquêtes spéciales :  Inspecteur de police Michelle Lane (saison 15, épisode 3)
- 2018 : American Horror Story : Apocalypse : Tiffany (saison 8, épisode 7)